# Transit 5BN-3

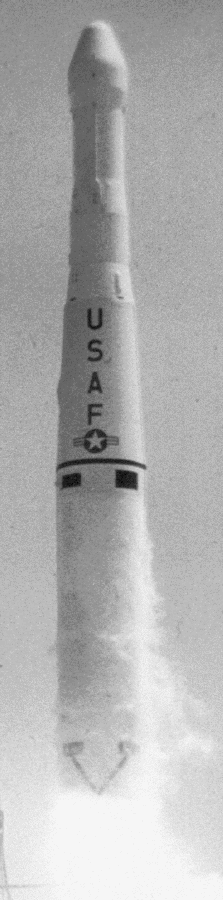
Start Transitów 5BN-3 i 5E-4 rakietą Thor Able Star

Transit 5BN-3 – niedoszły amerykański technologiczny satelita wojskowy, który miał testować system nawigacji dla okrętów podwodnych. 
Start odbył się z kosmodromu Vandenberg 21 kwietnia 1964 o godzinie 18:50 GMT, rakietą Thor Able Star, ale nie powiódł się – rakieta wraz z satelitami (Transit 5BN-3 i Transit 5E-4) lotem balistycznym spłonęły w atmosferze. Niepowodzenie oznaczono w katalogach SATCAT/COSPAR: F00297 / 1964-U03.
Ważący 53 kg satelita przenosił generator RTG typu SNAP 9A, z którego po tym locie zrezygnowano na rzecz zasilania słonecznego. 

## Transit 5E-4
Wraz z satelitą Transit 5BN-3 wyniesiono mniejszego satelitę Transit 5E-4 (SATCAT: F00298) – wojskowego satelitę badawczego. Był to następca m.in. satelity Transit 5E-3.